# Câu lạc bộ Madrid
Câu lạc bộ Madrid là một tổ chức phi lợi nhuận, độc lập, được thành lập nhằm mục đích thúc đẩy tiến trình dân chủ và thay đổi trong cộng đồng quốc tế. Câu lạc bộ gồm 80 cựu tổng thống và cựu thủ tướng của 56 quốc gia, là một diễn đàn các cựu nguyên thủ quốc gia và các nhà cựu lãnh đạo chính phủ lớn nhất thế giới.
Một trong các mục tiêu chính của Câu lạc bộ là củng cố các thiết chế dân chủ và cố vấn về việc giải quyết các xung đột chính trị trong 2 lãnh vực then chốt: sự lãnh đạo cùng quản trị cách dân chủ, và phản ứng với các tình huống khủng hoảng và sau khủng hoảng.
Câu lạc bộ Madrid làm việc cùng với các chính phủ, các tổ chức liên chính phủ, xã hội dân sự, các học giả và các đại diện của giới kinh doanh, nhằm khuyến khích đối thoại để thúc đẩy thay đổi xã hội và chính trị. Câu lạc bộ Madrid cũng tìm kiếm các phương pháp hiệu quả để cung cấp tư vấn kỹ thuật và khuyến nghị các quốc gia đang chuyển tiếp thực hiện các bước để thiết lập nền dân chủ.

## Lịch sử
Câu lạc bộ được thành lập từ một sự kiện chưa từng có, được tổ chức vào tháng 10 năm 2001 tại Madrid, một Hội nghị 4 ngày bàn về chuyển tiếp và củng cố dân chủ (Conference on Democratic Transition and Consolidation). Sự kiện này đã quy tụ 35 nhà lãnh đạo thế giới, hơn 100 học giả đáng kính và các chuyên gia chính sách từ châu Âu, châu Mỹ, châu Á, và châu Phi để thảo luận về ý tưởng và phương tiện thực hiện từ cả hai quan điểm khách quan và chủ quan. Hội nghị đã thảo luận 8 chủ đề chính:
- Thiết kế hiến pháp
- Ngành Lập pháp và những quan hệ với ngành Hành pháp
- Ngành Tư pháp và những quan hệ với ngành Hành pháp
- Các thủ tục chống tham nhũng
- Vai trò của lực lượng vũ trang và lực lượng an ninh
- Cải cách tệ quan liêu nhà nước
- Củng cố sự đa nguyên chính trị và xã hội cùng các đảng chính trị
- Những điều kiện kinh tế và xã hội.

## Thành phần
Câu lạc bộ Madrid hiện có 80 hội viên hoạt động, tất cả đều là cựu quan chức trong chính phủ và đều có quyền bỏ phiếu – trong đó có những hội viên lỗi lạc như cựu thủ tướng Canada, Kim Campbell, cựu tổng bí thư đảng Cộng sản Liên Xô Mikhail Sergeyevich Gorbachyov, cựu tổng thống Brasil Fernando Henrique Cardoso, cựu tổng thống Hoa Kỳ Bill Clinton, cựu tổng thống Ireland Mary Robinson và cựu thủ tướng Tây Ban Nha Adolfo Suárez. Câu lạc bộ cũng bao gồm cả những hội viên theo thiết chế, những người thuộc các tổ chức công hay tư có chung những mục tiêu tương tự, trong đó có Fundación para las Relaciones Internacionales y el Diálogo Exterior Lưu trữ ngày 25 tháng 1 năm 2014 tại Wayback Machine (FRIDE), và Quỹ Gorbachev của Bắc Mỹ (GNFA), cả hai đều tài trợ ban đầu choHội nghị thành lập vào năm 2001. Ngoài ra, Câu lạc bộ Madrid có một số hội viên danh dự, chẳng hạn như Kofi Annan và Aung San Suu Kyi cùng những hội viên là chuyên gia về chuyển đổi dân chủ.
Câu lạc bộ có trụ sở chính ở thành phố Madrid (Tây Ban Nha), tuy nhiên các cuộc họp của Câu lạc bộ thường diễn ra ở khắp nơi trên thế giới. Hiện nay Wim Kok - cựu thủ tướng Hà Lan (1994–2002) – làm chủ tịch Câu lạc bộ, còn hai phó chủ tịch là Jennifer Shipley (New Zealand)  và César Gaviria (Colombia). Tổng thư ký là Carlos Westendorp, cựu bộ trưởng ngoại giao Tây Ban Nha.

## Tổ chức
Vốn quý chủ yếu của Câu lạc bộ Madrid là những hội viên, gồm hơn 80 nhân vật cựu lãnh đạo quốc gia và chính phủ xuất sắc của những nước dân chủ. 
Lợi thế tương đối của Câu lạc bộ dựa trên những vốn quý then chốt sau: 
- Kinh nghiệm cá nhân và cương vị của các hội viên.
- Tiếp cận các chuyên gia hàng đầu thế giới về dân chủ.
- Chuyên môn hóa trong quá trình chuyển đổi và củng cố dân chủ
- Đường lối thực hành các hoạt động của Câu lạc bộ, thông qua việc thực hiện các dự án với các kết quả thấy rõ.

Những hội viên hoạt động của Câu lạc bộ cung cấp kinh nghiệm cá nhân và chính trị của mình với tư cách cựu lãnh đạo quốc gia và chính phủ. Việc bổ nhiệm họ, dựa trên đề nghị của Ban giám đốc và đưọoc Đại hội đồng chấp thuận.
Những trao đổi trực tiếp với các nhà lãnh đạo quốc gia đương nhiệm trong tiến trình chuyển đổi dân chủ dựa trên tình trạng đồng cấp bậc chức vụ, cùng khả năng của hội viên để đưa ra một thông điệp chính xác vào đúng lúc thích hợp là hai trong những vố quý chủ yếu của câu lạc bộ. Trong ý nghĩa này, các hội viên của Câu lạc bộ cũng có thể giúp lôi kéo sự chú ý quốc tế rất cần thiết tập trung vào các nước mục tiêu và sử dụng công việc của các tổ chức khác nhằm thúc đẩy dân chủ.
Các hội viên của Câu lạc bộ được hỗ trợ bởi một mạng lưới các chuyên gia đẳng cấp thế giới làm việc cùng nhau để cung cấp sự trợ giúp về một loạt các vấn đề cải cách dân chủ. 
Câu lạc bộ Madrid gồm có 4 cơ quan điều hành và tư vấn:
- Đại hội đồng
- Ban giám đốc
- Ban tổng thư ký
- Ủy ban cố vấn

## Danh sách các hội viên
- Valdas Adamkus - cựu tổng thống Litva
- Esko Aho - cựu thủ tướng Phần Lan
- Martti Ahtisaari - cựu tổng thống Phần Lan
- Abdul Karim al-Iryani - cựu thủ tướng Yemen
- Sadiq al-Mahdi - cựu thủ tướng Sudan
- Óscar Arias - cựu tổng thống Costa Rica
- Álvaro Arzú - cựu tổng thống Guatemala
- Patricio Aylwin - cựu tổng thống Chile
- José María Aznar - cựu thủ tướng Tây Ban Nha
- Michelle Bachelet - cựu tổng thống Chile
- Belisario Betancur - cựu tổng thống Colombia
- Carl Bildt - cựu thủ tướng Thụy Điển
- Valdis Birkavs - cựu thủ tướng Latvia
- Kjell Magne Bondevik - cựu thủ tướng Na Uy
- Gro Harlem Brundtland - cựu thủ tướng Na Uy
- Kim Campbell - cựu thủ tướng Canada
- Fernando Henrique Cardoso - cựu tổng thống Brasil
- Aníbal Cavaco Silva - tổng thống Bồ Đào Nha
- Joaquim Chissano - cựu tổng thống Mozambique
- Bill Clinton - cựu tổng thống Hoa Kỳ
- Filip Dimitrov - cựu thủ tướng Bulgaria
- Leonel Fernández - tổng thống Cộng hòa Dominica (nghỉ phép)
- José María Figueres Olsen - cựu tổng thống Costa Rica
- Vigdís Finnbogadóttir - cựu tổng thống Iceland
- Vicente Fox - cựu tổng thống Mexico
- Eduardo Frei Ruiz-Tagle - cựu tổng thống Chile
- Yasuo Fukuda - cựu thủ tướng Nhật Bản
- César Gaviria - cựu tổng thống Colombia
- Amine Gemayel - cựu tổng thống Liban
- Felipe González Márquez - cựu thủ tướng Tây Ban Nha
- Mikhail Sergeyevich Gorbachyov - cựu tổng bí thư đảng Cộng sản Liên Xô
- Inder Kumar Gujral - cựu thủ tướng Ấn Độ
- Alfred Gusenbauer - cựu thủ tướng Áo
- António Guterres - cựu thủ tướng Bồ Đào Nha, Tổng thư ký Liên Hợp Quốc từ năm 2017
- Han Seung-soo - cựu thủ tướng Hàn Quốc
- Václav Havel - cựu tổng thống Tiệp Khắc và Cộng hòa Séc
- Osvaldo Hurtado - cựu tổng thống Ecuador
- Lionel Jospin - cựu thủ tướng Pháp
- Helmut Kohl - cựu thủ tướng Đức
- Wim Kok - cựu thủ tướng Hà Lan
- Alpha Oumar Konaré - cựu tổng thống Mali
- Milan Kučan - cựu tổng thống Slovenia
- John Kufuor - cựu tổng thống Ghana
- Chandrika Kumaratunga - cựu tổng thống Sri Lanka
- Luis Alberto Lacalle - cựu tổng thống Uruguay
- Ricardo Lagos - cựu tổng thống Chile
- Zlatko Lagumdžija - cựu thủ tướng Bosna và Hercegovina
- Lee Hong-koo - cựu thủ tướng Hàn Quốc
- António Mascarenhas Monteiro - cựu tổng thống Cabo Verde
- Sir Quett Ketumile Joni Masire - cựu tổng thống Botswana
- Tadeusz Mazowiecki - cựu thủ tướng Ba Lan
- Rexhep Meidani - cựu tổng thống Albania
- Benjamin Mkapa - cựu tổng thống Tanzania
- Festus Mogae - cựu tổng thống Botswana
- Olusegun Obasanjo - cựu tổng thống Nigeria
- Anand Panyarachun - cựu thủ tướng Thái Lan
- Andrés Pastrana - cựu tổng thống Colombia
- P. J. Patterson - cựu thủ tướng Jamaica
- Javier Pérez de Cuéllar - cựu thủ tướng Peru & cựu Tổng thư ký Liên Hợp Quốc
- Romano Prodi - cựu chủ tịch Liên minh châu Âu & thủ tướng Ý
- Jorge Quiroga - cựu tổng thống Bolivia
- Fidel V. Ramos - cựu tổng thống Philippines
- Poul Nyrup Rasmussen - cựu thủ tướng Đan Mạch
- Mary Robinson - cựu tổng thống Ireland và cựu Cao ủy Nhân quyền của Liên Hợp Quốc
- Petre Roman - cựu thủ tướng Romania
- Jorge Sampaio - cựu tổng thống Bồ Đào Nha
- Gonzalo Sánchez de Lozada - cựu tổng thống Bolivia
- Julio María Sanguinetti - cựu tổng thống Uruguay
- Jenny Shipley - cựu thủ tướng New Zealand
- Fuad Siniora - cựu thủ tướng Liban
- Mário Soares - cựu tổng thống Bồ Đào Nha
- Adolfo Suárez - cựu thủ tướng Tây Ban Nha
- Hanna Suchocka - cựu thủ tướng Ba Lan
- Alejandro Toledo - cựu tổng thống Peru
- Cassam Uteem - cựu tổng thống Cộng hòa Mauritius
- Guy Verhofstadt - cựu thủ tướng Bỉ
- Vaira Vike-Freiberga - cựu tổng thống Latvia
- Ernesto Zedillo - cựu tổng thống Mexico

## Các hội viên danh dự
- Kofi Annan - cựu Tổng thư ký Liên Hợp Quốc
- Jimmy Carter - cựu tổng thống Hoa Kỳ
- Jacques Delors - cựu chủ tịch Ủy ban châu Âu
- Aung San Suu Kyi - người đoạt giải Nobel Hòa bình